# 漢納斯米爾 (喬治亞州)
漢納斯米爾（英語：Hannahs Mill）是位於美國喬治亞州阿普森縣的一個人口普查指定地區。

## 地理
漢納斯米爾的座標為32°56′08″N 84°20′17″W / 32.93556°N 84.33806°W，而該地最高點為海拔高度228米（即748英尺）。

## 人口
根據2010年美國人口普查的數據，漢納斯米爾的面積為11.30平方千米，當中陸地面積為11.30平方千米，而水域面積為0.00平方千米。當地共有人口3267人，而人口密度為每平方千米289人。